# Milon-la-Chapelle
Pour les articles homonymes, voir Milon et La Chapelle.
Milon-la-Chapelle est une commune française située dans le département des Yvelines en région Île-de-France.
Elle se trouve dans le Parc naturel régional Haute Vallée de Chevreuse.

## Géographie

### Situation
Milon-la-Chapelle est située à 22 km au sud-ouest de Paris, à 10 km au sud-ouest de Versailles et à 18 km au nord-est de Rambouillet.
La commune se trouve dans l'aire urbaine de Paris et dans son bassin de vie, et dans la zone d'emploi de Versailles - Saint Quentin.

### Communes limitrophes
Les communes limitrophes sont Chevreuse, Magny-les-Hameaux, Saint-Lambert et Saint-Rémy-lès-Chevreuse.

### Géologie et relief
La superficie de la commune est de 3,06 km2 ; son altitude varie de 80  à   164 mètres.

### Hydrographie

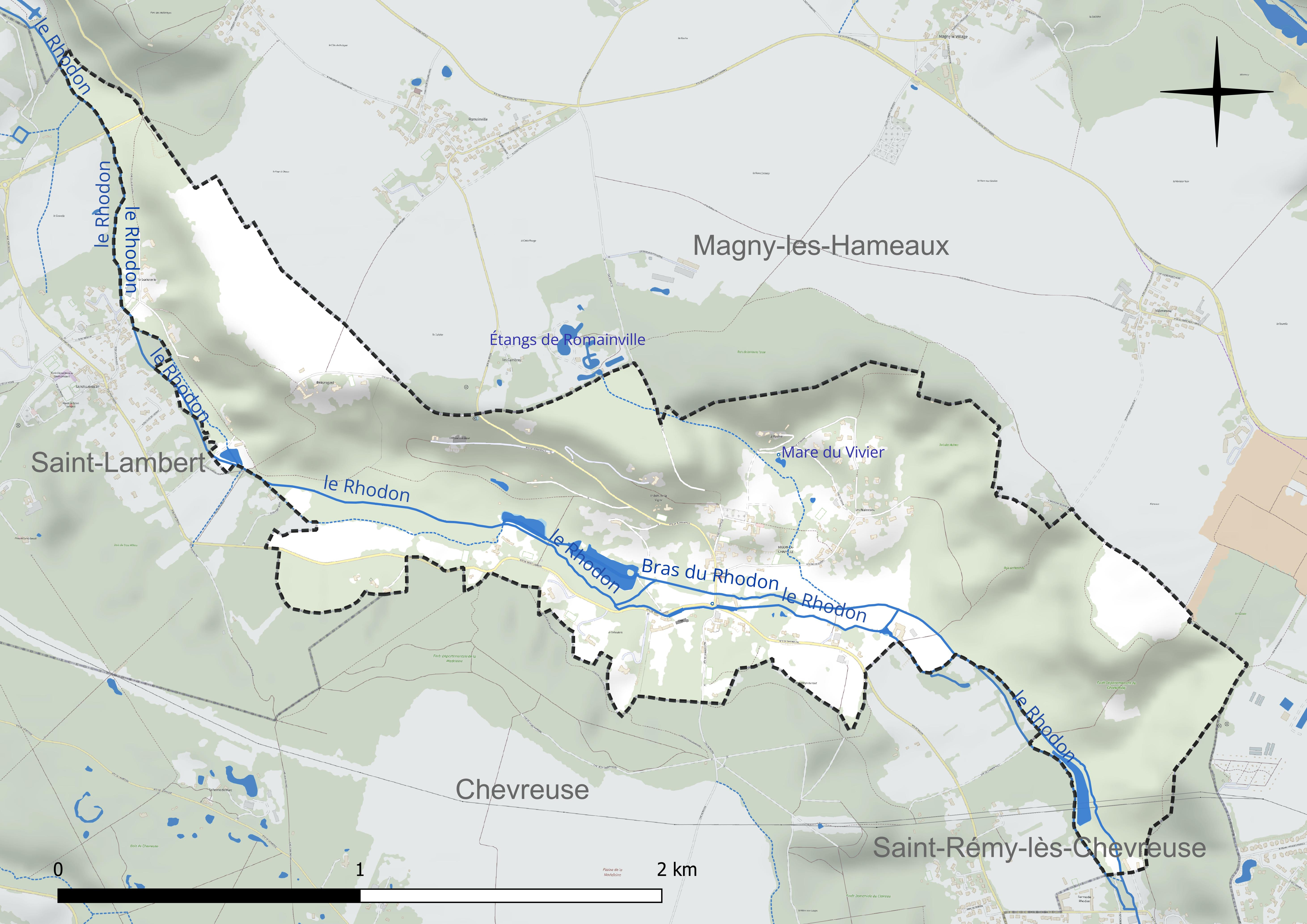
Carte hydrographique de la commune.

La commune  est traversée par le Rhodon, un affluent de l'Yvette et donc un sous-affluent de la Seine par l'Orge

### Climat
Pour des articles plus généraux, voir Climat de l'Île-de-France et Climat des Yvelines.
En 2010, le climat de la commune est de type climat océanique dégradé des plaines du Centre et du Nord, selon une étude du CNRS s'appuyant sur une série de données couvrant la période 1971-2000. En 2020, Météo-France publie une typologie des climats de la France métropolitaine dans laquelle la commune est exposée à un climat océanique altéré et est dans la région climatique Sud-ouest du bassin Parisien, caractérisée par une faible pluviométrie, notamment au printemps (120 à 150 mm) et un hiver froid (3,5 °C).
Pour la période 1971-2000, la température annuelle moyenne est de 11 °C, avec une amplitude thermique annuelle de 14,7 °C. Le cumul annuel moyen de précipitations est de 666 mm, avec 11,3 jours de précipitations en janvier et 8,1 jours en juillet. Pour la période 1991-2020, la température moyenne annuelle observée sur la station météorologique la plus proche, située sur la commune de Choisel à 5 km à vol d'oiseau, est de 11,1 °C et le cumul annuel moyen de précipitations est de 709,1 mm,. Pour l'avenir, les paramètres climatiques de la commune estimés pour 2050 selon différents scénarios d'émission de gaz à effet de serre sont consultables sur un site dédié publié par Météo-France en novembre 2022.
| Mois                                  | jan.             | fév.             | mars           | avril         | mai           | juin           | jui.           | août          | sep.         | oct.          | nov.            | déc.             | année      |
| ------------------------------------- | ---------------- | ---------------- | -------------- | ------------- | ------------- | -------------- | -------------- | ------------- | ------------ | ------------- | --------------- | ---------------- | ---------- |
| Température minimale moyenne (°C)     | 1,3              | 1                | 3,1            | 5             | 8,4           | 11,4           | 13,2           | 13            | 10,1         | 7,4           | 4,1             | 1,6              | 6,6        |
| Température moyenne (°C)              | 4                | 4,4              | 7,5            | 10,1          | 13,8          | 17             | 19,2           | 19            | 15,4         | 11,6          | 7,2             | 4,2              | 11,1       |
| Température maximale moyenne (°C)     | 6,7              | 7,7              | 11,9           | 15,3          | 19,2          | 22,6           | 25,1           | 25            | 20,8         | 15,8          | 10,4            | 6,9              | 15,6       |
| Record de froid (°C) date du record   | −14,2 14.01.1979 | −13,5 07.02.1991 | −10,4 13.03.13 | −4,5 15.04.19 | −1 07.05.1997 | 2,2 04.06.1991 | 4,9 19.07.1974 | 4,3 21.08.14  | 1,8 30.09.12 | −4 30.10.1997 | −9,5 24.11.1998 | −10,6 29.12.1996 | −14,2 1979 |
| Record de chaleur (°C) date du record | 15,5 27.01.03    | 18,5 24.02.1990  | 24 29.03.1989  | 28 21.04.18   | 31,6 28.05.17 | 36,4 27.06.11  | 37,5 01.07.15  | 39,5 06.08.03 | 33 05.09.13  | 28,5 03.10.11 | 21 08.11.15     | 16,5 07.12.00    | 39,5 2003  |
| Précipitations (mm)                   | 61,4             | 51,7             | 51,5           | 48,9          | 67,8          | 61,5           | 52,4           | 56,3          | 51,6         | 65,8          | 64,7            | 75,5             | 709,1      |

### Milieux naturels et biodiversité
La comme est incluse dans le parc naturel régional Haute Vallée de Chevreuse.

## Urbanisme

### Typologie
Au 1er janvier 2024, Milon-la-Chapelle est catégorisée commune rurale à habitat dispersé, selon la nouvelle grille communale de densité à sept niveaux définie par l'Insee en 2022.
Elle est située hors unité urbaine. Par ailleurs la commune fait partie de l'aire d'attraction de Paris, dont elle est une commune de la couronne,. Cette aire regroupe 1 929 communes,.

### Occupation des sols

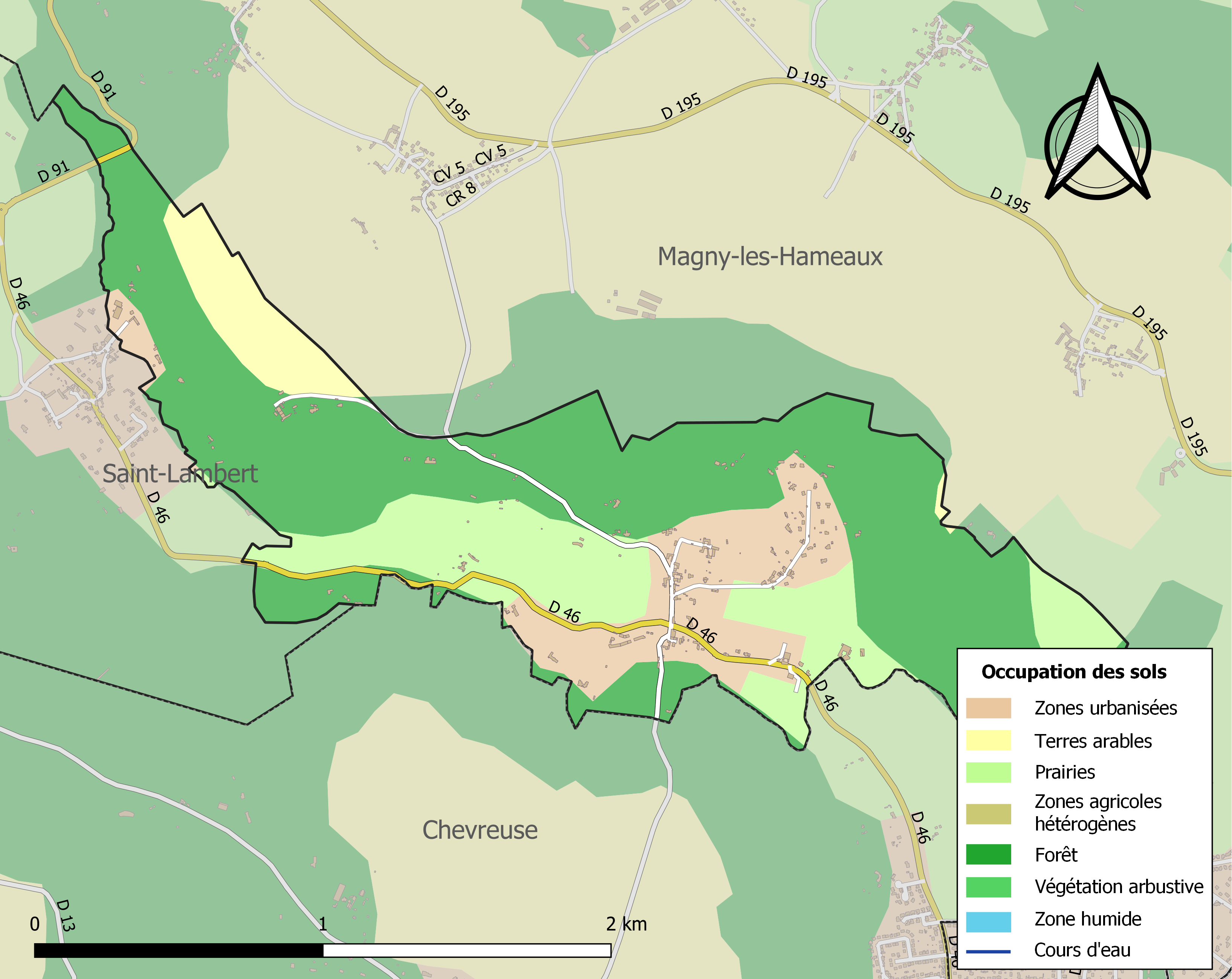
Carte des infrastructures et de l'occupation des sols de la commune en 2018 (CLC).

Le tableau ci-dessous présente l'occupation des sols de la commune en 2018, telle qu'elle ressort de la base de données européenne d’occupation biophysique des sols Corine Land Cover (CLC).
| Type d’occupation                             | Pourcentage | Superficie (en hectares) |
| --------------------------------------------- | ----------- | ------------------------ |
| Tissu urbain discontinu                       | 5,8 %       | 18                       |
| Terres arables hors périmètres d'irrigation   | 14,2 %      | 44                       |
| Prairies et autres surfaces toujours en herbe | 19,1 %      | 59                       |
| Forêts de feuillus                            | 60,9 %      | 188                      |
| Source : Corine Land Cover                    |             |                          |

### Habitat et logement
En 2022, le nombre total de logements dans la commune était de 125, alors qu'il était de 117 en 2016 et de 121 en 2011.
Parmi ces logements, 91,2 % étaient des résidences principales, 7,1 % des résidences secondaires et 1,8 % des logements vacants. Ces logements étaient pour 96,1 % d'entre eux des maisons individuelles et pour 2,3 % des appartements.
Le tableau ci-dessous présente la typologie des logements à Milon-la-Chapelle en 2022 en comparaison avec celle des Yvelines et de la France entière. Une caractéristique marquante du parc de logements est ainsi une proportion de résidences secondaires et logements occasionnels (7,1 %) supérieure à celle du département (2,6 %) mais inférieure à celle de la France entière (9,7 %).
| Typologie                                               | Milon-la-Chapelle | Yvelines | France entière |
| ------------------------------------------------------- | ----------------- | -------- | -------------- |
| Résidences principales (en %)                           | 91,2              | 91,3     | 82,3           |
| Résidences secondaires et logements occasionnels (en %) | 7,1               | 2,6      | 9,7            |
| Logements vacants (en %)                                | 1,8               | 6,1      | 8              |

### Voies de communication et transports
La commune est relativement isolées des principales voies de communication du secteur. Elle est desservie par la RD 46.
La gare la plus proche est la Gare de Saint-Rémy-lès-Chevreuse qui est le terminus sud du RER B.

## Toponymie
La commune actuelle est issue de la réunion de deux paroisses en 1791. L'une, le Château de Milon, l'autre, La Chapelle, sur la rive gauche du Rhodon, sous le nom de Milon, puis, ultérieurement de Milon-la-Chapelle.
Le nom de la localité est attesté sous la forme Capella Milonis au XIIIe siècle, « La Chapelle de Milon ».
Albert Dauzat et Ernest Nègre, qui ne connaissent pas de formes anciennes, expliquent l'élément Milon par le nom de personne germanique Milo pris absolument, et que l'on retrouve dans la Ferté-Milon.
Elle peut faire référence au châtelain de Chevreuse du XIIe siècle, Milon Ier de Chevreuse.

## Histoire
Milon-La-Chapelle était vers le XVIe siècle divisé en deux paroisses. L'une, La Chapelle, était sur la rive gauche du Rhodon, l'autre, le Château de Milon, était sur la rive droite de cette même rivière. L'origine de l'union des deux localités se situe au niveau de l'hiver 1672 où le froid rend inaccessible le chemin menant à la messe pour les Milonais. La Chapelle accepte par conséquent d'accueillir les habitants de Château de Milon dans leur propre église.[réf. nécessaire] L'union officielle est officialisée lors  de la création de la commune par la Révolution française.
Le château de Milon a été édifié au début du XVIIe siècle pour la famille Besset, seigneurs de Milon. Il est vendu en 1764 au baron Johann de Kalb, officier allemand d'origine bavaroise qui a servi la France dans la guerre de Sept Ans et a été l'envoyé secret de Louis XVI auprès des insurgents des colonies anglaises d'Amérique, puis le mentor de La Fayette dans la guerre d'indépendance des États-Unis où il meurt des suites de ses blessures au combat, sur le champ de la Bataille de Camden.  Johann de Kalb transmet le château de milon la Chapelle par mariage à son gendre, le comte Raymond de Vandière de Vitrac d'Abzac, maire du village pendant de nombreuses années. Ancien écuyer de Charles X, le comte installe un haras après la Révolution française[réf. nécessaire].

## Politique et administration

### Rattachements administratifs et électoraux

#### Rattachements administratifs
Antérieurement à la loi du 10 juillet 1964, la commune faisait partie du département de Seine-et-Oise. La réorganisation de la région parisienne en 1964 fit que la commune appartient désormais au département des Yvelines et à son arrondissement de Rambouillet après un transfert administratif effectif au 1er janvier 1968.
Elle faisait partie depuis 1793 du canton de Chevreuse. Dans le cadre du redécoupage cantonal de 2014 en France, cette circonscription administrative territoriale a disparu, et le canton n'est plus qu'une circonscription électorale.

#### Rattachements électoraux
Pour les élections.
 départementales, la commune fait partie depuis 2014 d'un nouveau  canton de Maurepas
Pour l'élection des députés, elle fait partie de la deuxième circonscription des Yvelines.

### Intercommunalité
Milon-la-Chapelle est membre de la communauté de communes de la Haute Vallée de Chevreuse.
, un établissement public de coopération intercommunale (EPCI) à fiscalité propre créé en 2012 et auquel la commune a transféré un certain nombre de ses compétences, dans les conditions déterminées par le code général des collectivités territoriales.

### Liste des maires
| Période                                  | Période                   | Identité          | Étiquette | Qualité                                                                              |
| ---------------------------------------- | ------------------------- | ----------------- | --------- | ------------------------------------------------------------------------------------ |
| Les données manquantes sont à compléter. |                           |                   |           |                                                                                      |
|                                          |                           |                   |           |                                                                                      |
| ca. 1968                                 |                           | Jean Geffroy      |           | Ancien maire de Moustoir-Remungol (Morbihan) Chevalier de la Légion d'honneur (1968) |
|                                          |                           |                   |           |                                                                                      |
| mars 1977                                | juin 1995                 | François Prieur   |           | Architecte urbaniste Cofondateur du parc naturel de la vallée de Chevreuse           |
| juin 1995                                | mai 2020                  | Jacques Pelletier | DVD       | Président de la CC de la Haute Vallée de Chevreuse (2013 → 2020)                     |
| mai 2020                                 | En cours (au 4 juin 2025) | Pascal Hamon      |           | Ingénieur Vice-président de la CC de la Haute Vallée de Chevreuse (2020 → )          |

## Équipements et services publics

### Santé et solidarité
La fondation Anne-de-Gaulle, institution fondée en 1945 à l'initiative de Charles de Gaulle et son épouse Yvonne pour accueillir  des jeunes femmes handicapées mentales « sans ressources, bénéficiant des secours de l’assistance publique et de préférence provenant de familles éprouvées par la guerre » est installée dans le château de Vertcœur, dans les Yvelines, sur un domaine de quinze hectares.

## Population et société

### Démographie

#### Évolution démographique
L'évolution du nombre d'habitants est connue à travers les recensements de la population effectués dans la commune depuis 1793. Pour les communes de moins de 10 000 habitants, une enquête de recensement portant sur toute la population est réalisée tous les cinq ans, les populations de référence des années intermédiaires étant quant à elles estimées par interpolation ou extrapolation. Pour la commune, le premier recensement exhaustif entrant dans le cadre du nouveau dispositif a été réalisé en 2007.

En 2022, la commune comptait 292 habitants, en évolution de +4,29 % par rapport à 2016 (Yvelines : +2,72 %, France hors Mayotte : +2,11 %).
| 1793 | 1800 | 1806 | 1821 | 1831 | 1861 | 1876 | 1881 | 1886 |
| ---- | ---- | ---- | ---- | ---- | ---- | ---- | ---- | ---- |
| 203  | 266  | 222  | 213  | 197  | 200  | 164  | 161  | 167  |

| 1891 | 1896 | 1901 | 1906 | 1911 | 1921 | 1926 | 1931 | 1936 |
| ---- | ---- | ---- | ---- | ---- | ---- | ---- | ---- | ---- |
| 182  | 167  | 171  | 170  | 166  | 151  | 141  | 168  | 119  |

| 1946 | 1954 | 1962 | 1968 | 1975 | 1982 | 1990 | 1999 | 2006 |
| ---- | ---- | ---- | ---- | ---- | ---- | ---- | ---- | ---- |
| 181  | 250  | 282  | 233  | 288  | 340  | 335  | 339  | 321  |

| 2007 | 2012 | 2017 | 2022 | - | - | - | - | - |
| ---- | ---- | ---- | ---- | - | - | - | - | - |
| 319  | 279  | 289  | 292  | - | - | - | - | - |

#### Pyramide des âges
La population de la commune est relativement âgée.
En 2018, le taux de personnes d'un âge inférieur à 30 ans s'élève à 20,2 %, soit en dessous de la moyenne départementale (38 %). À l'inverse, le taux de personnes d'âge supérieur à 60 ans est de 40,3 % la même année, alors qu'il est de 21,7 % au niveau départemental.
En 2018, la commune comptait 120 hommes pour 166 femmes, soit un taux de 58,04 % de femmes, largement supérieur au taux départemental (51,32 %).
Les pyramides des âges de la commune et du département s'établissent comme suit.
| Hommes | Classe d’âge | Femmes |
| ------ | ------------ | ------ |
| 1,7    | 90 ou +      | 0,6    |
| 8,4    | 75-89 ans    | 13,4   |
| 29,0   | 60-74 ans    | 27,2   |
| 22,2   | 45-59 ans    | 29,9   |
| 15,5   | 30-44 ans    | 10,7   |
| 10,4   | 15-29 ans    | 9,4    |
| 12,8   | 0-14 ans     | 8,8    |

| Hommes | Classe d’âge | Femmes |
| ------ | ------------ | ------ |
| 0,6    | 90 ou +      | 1,4    |
| 6      | 75-89 ans    | 7,8    |
| 13,5   | 60-74 ans    | 14,8   |
| 20,7   | 45-59 ans    | 20,1   |
| 19,6   | 30-44 ans    | 19,9   |
| 18,5   | 15-29 ans    | 16,8   |
| 21,2   | 0-14 ans     | 19,2   |

## Culture locale et patrimoine

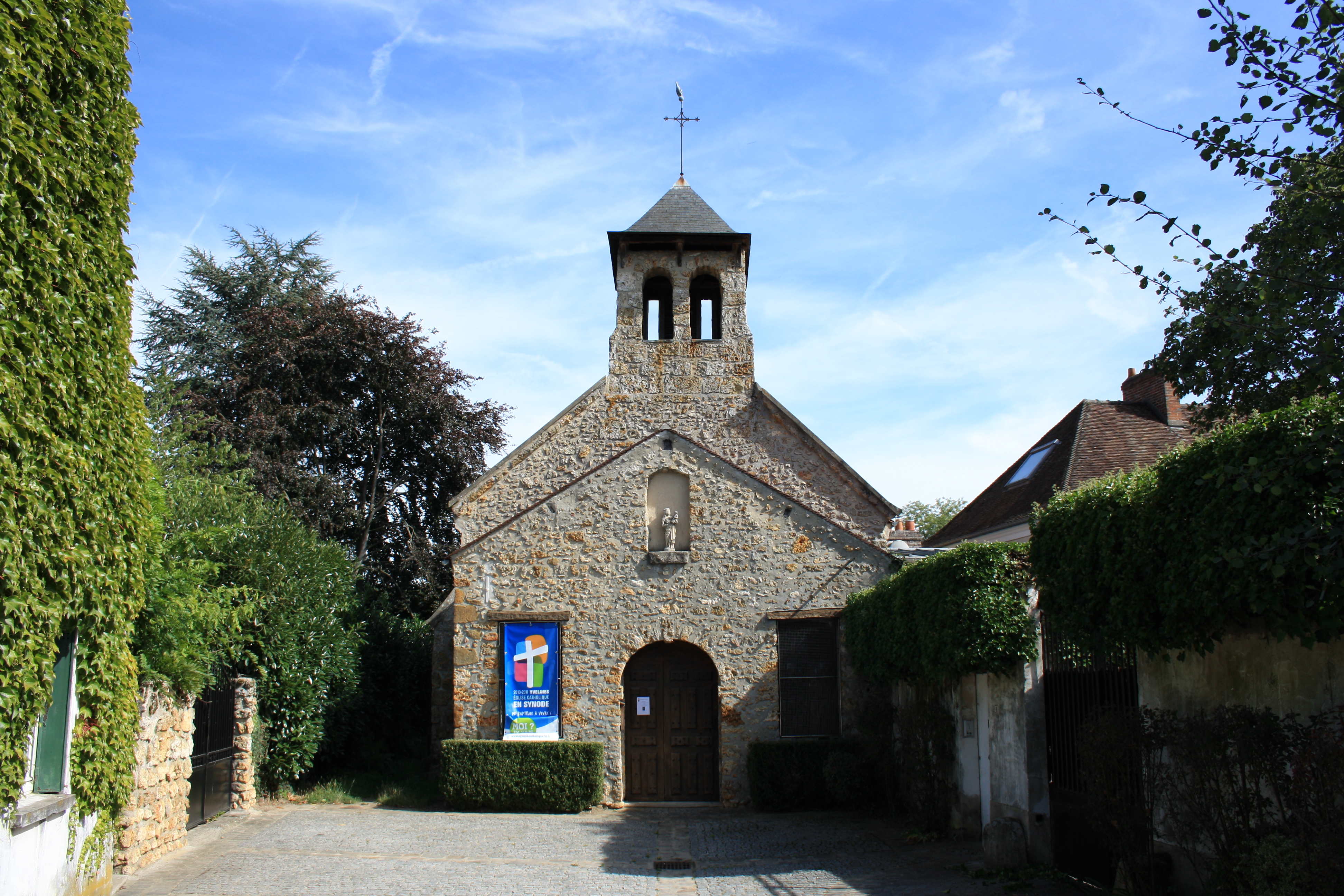
L'église de l'Assomption-de-la-Très-Sainte-Vierge.

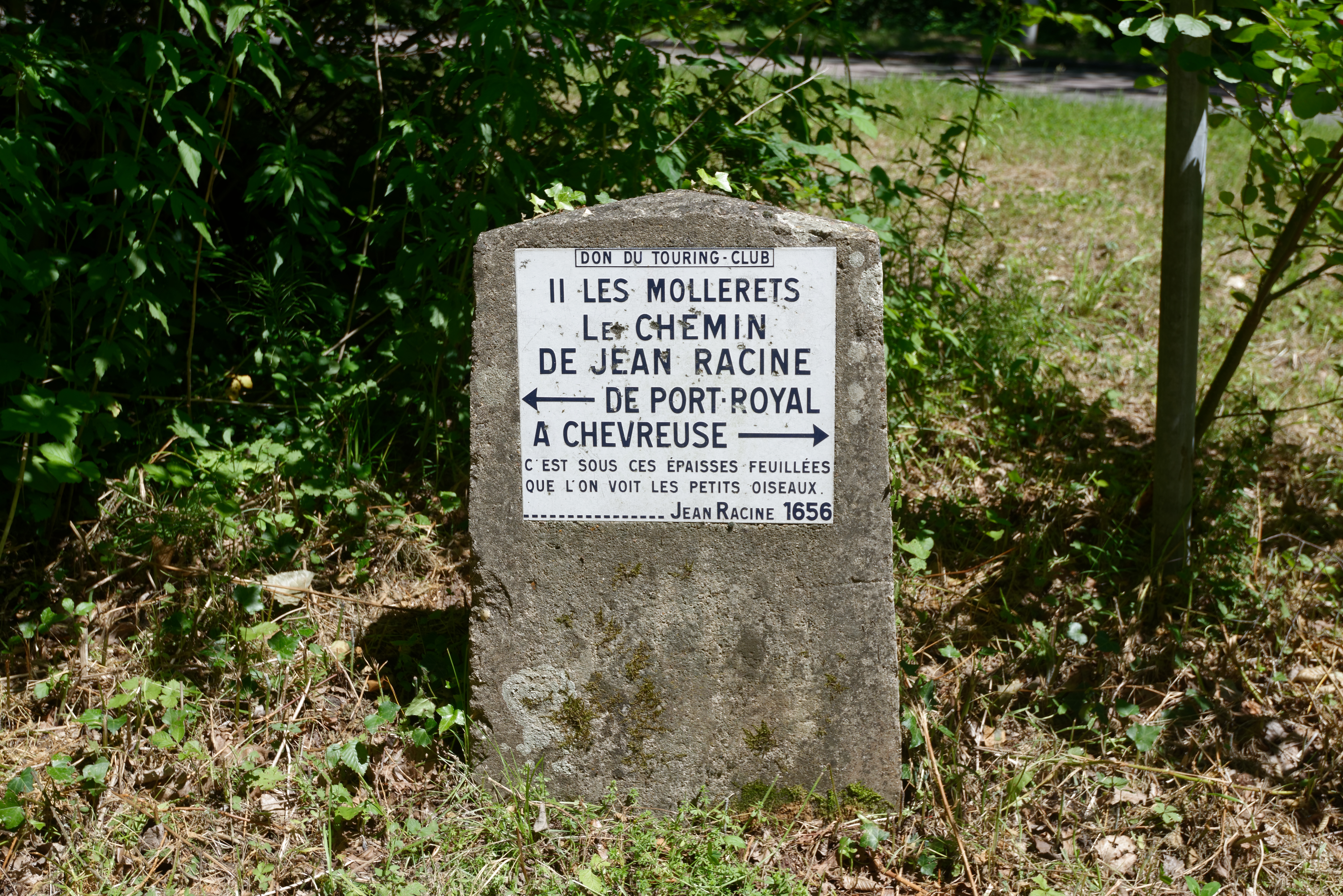
Borne du chemin Jean-Racine.

### Lieux et monuments
- L'église de l'Assomption-de-la-Très-Sainte-Vierge. Une première chapelle est construite au XIIe siècle par Milon de Chevreuse, puis remplacée par cet édifice, au XVIIIe siècle.

Avant le regroupement des deux hameaux de Milon et de la Chapelle, les habitants de la Chapelle s'y rendaient pour les offices, alors que ceux de Milon allaient à Chevreuse.
- Le chemin de Jean-Racine : C'est à l'occasion du tricentenaire de la naissance du poète, en 1939, que le tracé de ce chemin, long de d'un peu plus de 5 km, fut officiellement inauguré par Albert Lebrun.
- Les cloches de Milon : Les deux cloches de la chapelle datent d'avant la Révolution. À la suite de leur restauration, elles ont été classées comme monuments historiques. La petite, la plus ancienne des deux, date de 1613. La grande cloche, date de 1762.
- Le château de Milon : Ce château, également appelé château d'Abzac, a vraisemblablement été construit au début du XVIIe siècle pour la famille Besset, seigneurs de Milon. Il est vendu en 1764 au baron de Kalb, officier qui participe à la guerre d'Indépendance aux côtés de La Fayette, puis passe par mariage à son gendre, le comte Raymond d'Abzac, maire du village pendant de nombreuses années. Ancien écuyer de Charles X, le comte installe un haras à Milon après la révolution de 1830.
- Le château de Vert-Cœur, siège de la fondation Anne-de-Gaulle. Construit pour René Philippon, ce château est caractéristique des constructions bourgeoises de la fin du XIXe siècle. René Philippon est spécialiste des sciences occultes, collectionneur, entomologiste et mécène. Son château est le rendez-vous du tout-Paris pendant une quinzaine d'années, et constitue alors le lieu le plus en vue de la vallée de Chevreuse. En 1946, Charles de Gaulle achète la propriété pour y établir la Fondation Anne-de-Gaulle, établissement d'accueil pour jeunes filles handicapées mentales.
- La croix de cimetière (classée Monument historique en 1969), dont le socle est daté du XIIIe siècle, date elle-même du XIVe siècle. Probablement originaire de Bretagne, elle est dépourvue de Christ et représente un arbre de vie abstrait. Ses extrémités sont dentelées, et une rosace se trouve à la jonction des deux bras.
- La plaque commémorative du général de Kalb : brigadier des armées, Jean de Kalb est envoyé en mission en Amérique après la paix de 1763, par le traité de Paris qui laisse les colonies américaines aux Anglais. Rentré en France, il se lie avec Benjamin Franklin venu solliciter l'aide française, et réussit à convaincre d'autres officiers de la nécessité d'une intervention, comme le marquis de La Fayette.
- La tombe du baron Frédéric de Reiffenberg : le baron Frédéric de Reiffenberg (1830-1895), historiographe militaire belge, habita le presbytère de Milon-la-Chapelle au XIXe siècle et y mourut. Un de ses livres "Le presbytère de Milon-La-Chapelle", publié en 1876, raconte l'histoire de la chapelle qui remonte au XIIe siècle.

### Milon-la-Chapelle dans les arts et la culture
Le peintre Henri Rivière a dessiné un paysage de Milon-la-Chapelle en 1923 :

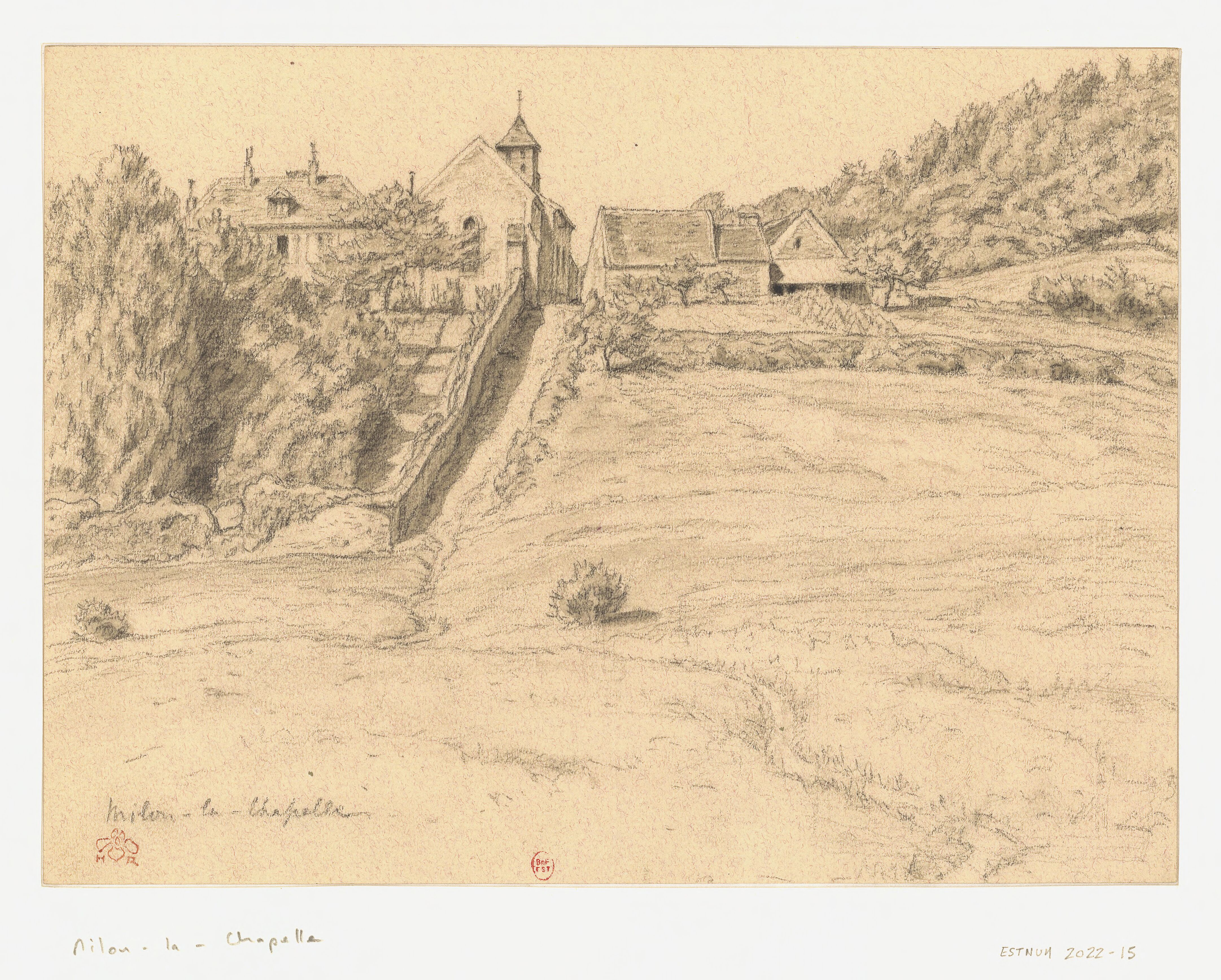
Henri Rivière, Milon-la-Chaoelle (1923).

### Personnalités liées à la commune
- Henri de Bessé de la Chapelle (vers 1625-1694), seigneur de Millon et de La Chapelle.
- Baron Johann de Kalb (1721–1780), major-général dans l'armée continentale pendant la guerre d'indépendance des États-Unis.
- Pierre Lorin (1910-1970), joueur professionnel français de hockey sur glace, est mort à Milon-la-Chapelle.
- Colette Renard (1924-2010), actrice et chanteuse française, a résidé dans la commune et y est inhumée.

## Pour approfondir